# Sarcohyla calthula
Espèce
Statut de conservation UICN

 CR B1ab(iii,v) : 
En danger critique
Synonymes
- Hyla calthula Ustach, Mendelson, McDiarmid & Campbell, 2000
- Plectrohyla calthula Faivovich, Haddad, Garcia, Frost, Campbell, and Wheeler, 2005

Sarcohyla calthula est une espèce d'amphibiens de la famille des Hylidae.

## Répartition
Cette espèce est endémique de l'État d'Oaxaca au Mexique. Elle se rencontre entre 1 360 et 1 896 m d'altitude dans la Sierra Mixe dans la Sierra Madre del Sur,.

## Publication originale
- Ustach, Mendelson, McDiarmid & Campbell, 2000 : A New Species of Hyla (Anura: Hylidae) from the Sierra Mixes, Oaxaca, Mexico, with Comments on Ontogenetic Variation in the Tadpoles. Herpetologica, vol. 56, no 2, p. 239-250.